# Tavola delle Nazioni franca
La Tavola delle Nazioni franca (in tedesco, fränkische Völkertafel) è un breve testo manoscritto in latino, di carattere genealogico, databile attorno all'anno 520, che descrive l'origine di alcune nazioni, prevalentemente germaniche, a partire da tre fratelli.
Il nome con cui esso è più conosciuto gli è stato attribuito da Karl Müllenhoff, per la somiglianza con la Tavola delle Nazioni biblica, e in quanto egli riteneva che fosse stato scritto dal punto di vista di un franco. In realtà, l'autore del testo originale è sconosciuto, così come la sua etnia e il luogo in cui il testo è stato redatto per la prima volta. Secondo alcuni studiosi la sua origine è bizantina, mentre altri favoriscono un'origine italiana, durante il Regno ostrogoto.
Sebbene il testo sopravviva in più di dieci manoscritti, l'unica opera medievale a farne uso fu la Historia Brittonum del IX secolo, attribuita a Nennio, che le assicurò comunque un'ampia diffusione. La tavola stessa è l'opera più antica esistente che fa uso del materiale presente nella Germania, un'opera di Tacito del I secolo. È anche l'opera più antica a menzionare i bavari.

## Testo
La Tavola circolò come quello che Léopold Genicot chiamava un "testo vivente" (texte vivant), ossia un testo in cui ogni copia diventa una nuova edizione, e non solo una copia dell'originale. È quindi impossibile produrre una versione originale dalle copie sopravvissute. Goffart fornisce quella che chiama "la prima versione raggiungibile", essenzialmente una composizione di ciò che è comune a tutte le copie:
Tres fuerunt fratres, primus Erminus, secundus Inguo, tertius Istio. Inde adcreuerunt gentes XIII. Primus Erminus genuit Gothos, Walagothos, Wandalos, Gepedeos, et Saxones. Inguo genuit Burgundiones, Turingos, Langobardos, Baioarios. Istio genuit Romanes, Brittones, Francos, Alamannos.
Ci furono tre fratelli, il primo Ermino, il secondo Inguo, il terzo Istio. Da essi derivarono 13 popoli. Il primo Ermino generò Goti, Walagoti, Vandali, Gepidi e Sassoni. Inguo generò Burgundi, Turingi, Longobardi, Bavari. Istio generò Romani, Britanni, Franchi, Alemanni.
Il termine generico Gothos va probabilmente riferito agli Ostrogoti, mentre Walagothos (lett. Goti stranieri) ai Visigoti.
Il testo non menziona Manno, che secondo Tacito fu il capostipite delle tre tribù germaniche (Ingaevones, Herminones e Istaevones), mentre la Germania di Tacito menziona Manno (Mannus) e le tre tribù, ma non il nome dei tre fratelli.

### Variazioni
Ognuno dei manoscritti conservati presenta alcune variazioni, ed esse non sembrano seguire alcuna regola. Inguo può essere scritto Tingus o Nigueo; Istio diventa Scius o Hostius; i Gepidi sono talvolta Brigidos o Cybedi; i Turingi sono Loringus o Taringi; in un manoscritto i Goti e i Walagoti diventano Butos e Gualangutos.
Nei manoscritti chiamati "A" e "B", la tavola è preceduta da un elenco di re romani che inizia con un "primo re dei romani" (primus rex Romanorum) denominato Analeus (A) o Allanius (B). Nel manoscritto "F", Alaneus è il padre dei tre fratelli, mentre nella Historia Brittonum, Alanus è il padre dei tre fratelli e anche il "primo uomo venuto in Europa" (primus homo uenit ad Europam) discendente da Jafet, figlio di Noè. Nei manoscritti "E" e "M", il padre dei fratelli si chiama Mulius.
La tavola contiene quello che è probabilmente il primo riferimento ai bavari. Il successivo riferimento a essi è nella Getica, databile circa al 551. La grafia adottata nei manoscritti non fornisce alcuna prova circa l'ortografia o la pronuncia precoce del nome dei bavari. Le grafie fornite sono Baioarius (A), Baweros (B), Baioeros (C), Bawarios (D), Baioarios (EMF) e Boguarii o Bogari (nella Historia Brittonum) Thomas Hodgkin sostiene che i Boguarii fossero i Bulgari, piuttosto che i bavari
Il manoscritto "F" si discosta radicalmente dal testo standard. In esso cambia l'ordine dei fratelli, ponendo Istio prima di Ermino e Inguo. Le nazioni discese da Istio sono le stesse, ma i Vandali e i Sassoni di Ermino vengono scambiati con i Burgundi ei Longobardi di Inguo. Le stesse modifiche si trovano nella Historia. Altre versioni, "E" e "M", contengono cambiamenti meno drastici. Il numero dei popoli viene ridotto a dodici per l'eliminazione dei Vandali, e i Turingi vengono sostituiti dai Toscani per creare un "catalogo dei popoli più enfaticamente modernizzato".
Alcune copie della Historia Brittonum cambiano anche il nome dei Romani in "Latini" e degli Alamanni in "Albani". Quest'ultima modifica può essere spiegata come il lavoro di un copista gallese, per il quale m e b erano intercambiabili ma più probabilmente riflette una modernizzazione o aggiornamento della tavola per rispecchiare meglio la realtà nota a un copista che lavorava nel Galles settentrionale tra l'857 e il 912, che avrebbe avuto più familiarità con la terra e la gente di Alba (antico nome per la Scozia), rispetto agli Alemanni e alla regione dell'Alemannia.